# ماريا ديلا كوستا
ماريا ديلا كوستا (بالبرتغالية: Maria Della Costa‏) هي ممثلة برازيلية، ولدت في 1926 في Flores da Cunha ‏ في البرازيل، وتوفيت في 24 يناير 2015 في ريو دي جانيرو في البرازيل. من الجوائز التي نالتها وسام الاستحقاق الثقافي ‏ سنة 2002.

## جوائز
- وسام الاستحقاق الثقافي [الإنجليزية]‏ (2002)

## وصلات خارجية
- ماريا ديلا كوستا على موقع IMDb (الإنجليزية)
- ماريا ديلا كوستا على موقع قاعدة بيانات الفيلم (الإنجليزية)